# كلوي موريوندو
كلوي موريوندو  (من مواليد 29 سبتمبر 2002)  هي مغنية وكاتبة أغاني أمريكية ويوتيوبر ولدت وتعيش في ديترويت.

## الحياة الشخصية
تدعم موريوندو حركة حياة السود مهمة  ويُعرف بأنه مثلية. 